# Micropsectra curtimanus
Micropsectra curtimanus е насекомо от разред Двукрили (Diptera), семейство Хирономидни (Chironomidae). Този вид е ендемичен в Норвегия.